# クート島
クート島（クートとう、タイ語: เกาะกูด）は、タイ王国トラート県クート島郡の島。タイ国政府観光庁による呼称はクット島（英語: Ko Kut）で、他にクッド島（Koh Kood）とも呼称される。
タイランド湾に位置している。カンボジア領にほど近く、同国が島南部の領有権を主張している。

## 概要
クート島は国内で4番目、トラート県では2番目に大きい島である。漁業、農業、観光業が島の経済の中心となっている。一部の情報源によれば比較的辺鄙で未開発といわれており、エコツーリズムの拠点としての可能性を秘めている。
島周辺の海域には膨大な天然ガスと石油が埋蔵されていると考えられているが、後述の領土問題により未開発となっている。

## 歴史
ラタナコーシン朝時代（1782-1932年）には、タイの首都へのルート上の戦略的な位置から、この島とトラート県全体が重要な貿易拠点として発展した。東部の交通が活発化するにつれ、この地域と近隣の島々に海賊が集まり始めた。
1907年、フランス領インドシナからシャム（現在のタイ）に割譲された。

## 領土問題
クート島をめぐっては、タイとカンボジアの領有権の不一致が存在する。歴史的には1960年代半ばに争われた。
1907年に締結されたシャム・フランス国境条約は、シャムと仏領インドシナの宗主国フランスの間に以前締結された協定の延長線上にあり、タイランド湾のいくつかの島を含む、クート島周辺をシャムに割譲した。1954年にカンボジアが独立すると、カンボジアは国境周辺のいくつかの海域と島嶼に対して領有権を主張したが、1907年の条約を法的根拠にタイが支配し続けている。
近年、クート島に天然資源が埋蔵されている可能性が浮上したことで領土問題が注目を浴びている。2001年、タイ政府は双方の主張に関する覚書を締結し、タクシン・シナワット首相とカンボジアのフン・セン首相はクート島の天然資源の利益分配について協議した。この「妥協」についてタイの保守派は警鐘を鳴らした。
2023年、カンボジアのフン・マネット首相は、敏感な主権問題を扱うには「政治的成熟と国家責任」が必要だと強調し、公の対立よりも平和的な交渉を主張した。対してタイのプームタム・ウェーチャヤチャイ副首相を含むタイ当局は、1907年の条約を法的根拠として挙げ、クート島に対するタイの主権を再確認した。タイ当局は、進行中の海上境界線の議論はクート島の地位に影響を与えないと主張している。